# Shīrvān Maḩalleh
Shīrvān Maḩalleh (persiska: شیروان محله) är en ort i Iran.   Den ligger i provinsen Mazandaran, i den norra delen av landet, 130 km norr om huvudstaden Teheran. Shīrvān Maḩalleh ligger 44 meter över havet och antalet invånare är 250.
Terrängen runt Shīrvān Maḩalleh är platt åt nordost, men åt sydväst är den kuperad.Runt Shīrvān Maḩalleh är det ganska tätbefolkat, med 116 invånare per kvadratkilometer. Närmaste större samhälle är Tonekābon, 5,6 km norr om Shīrvān Maḩalleh. I omgivningarna runt Shīrvān Maḩalleh växer i huvudsak blandskog.